# Ивезь (Дятловский район)
И́везь (бел. Івязь) — деревня в Дворецком сельсовете Дятловского района Гродненской области Белоруссии. Согласно переписи населения 2009 года в Ивези проживало 46 человек. Площадь сельского населённого пункта составляет 55,32 га, протяжённость границ — 4,55 км.

## Этимология
Название деревни образовано от древесной породы — ивы.

## География
Ивезь расположена в 28 км к юго-востоку от Дятлово, 163 км от Гродно, 6 км от железнодорожной станции Выгода.

## История
В 1878 году Ивезь — деревня в Дворецкой волости Слонимского уезда Гродненской губернии (30 дворов, питейный дом). В 1905 году в деревне было 357 жителей.
В 1921—1939 годах Ивезь находилась в составе межвоенной Польской Республики. В 1923 году в Ивези имелось 76 домохозяйств, проживало 387 человек. Деревня относилась к сельской гмине Дворец Слонимского повята Новогрудского воеводства. В сентябре 1939 года Ивезь вошла в состав БССР.
В 1996 году Ивезь входила в состав Роготновского сельсовета и совхоза «Роготно». В деревне насчитывалось 64 домохозяйства, проживало 107 человек.
28 августа 2013 года деревня была передана из упразднённого Роготновского в Дворецкий сельсовет.